# Basílica del Cristo de la Expiración (Sevilla)
La Basílica del Santísimo Cristo de la Expiración, también llamada Basílica del Cachorro o Basílica del Patrocinio, es un templo católico situado en el barrio de Triana de la ciudad de Sevilla (Andalucía, España).

## Historia
La primitiva Capilla del Patrocinio data de finales del siglo XVII. En 1689 se fusionaron en esta sede la Hermandad del Patrocinio y la del Cristo de la Expiración, dando lugar a la actual Pontificia, Real e Ilustre Hermandad y Cofradía de Nazarenos del Santísimo Cristo de la Expiración y Nuestra Madre y Señora del Patrocinio en su Dolor y Gloria.
La capilla actual está formada por dos templos que se adosan en paralelo. El primero de dichos templos está fechado en el siglo XVII, siendo renovado hacia la mitad de la centuria siguiente, después del terremoto de Lisboa de 1755.
Por sus reducidas dimensiones, en el año 1946 se decidió construir junto a ella otra capilla adosada, según un proyecto redactado por el arquitecto Aurelio Gómez Milán. Colocada la primera piedra el 28 de abril de dicho año, se bendijo sin acabar del todo el día 8 de marzo de 1960.
El 22 de febrero de 2012, el papa Benedicto XVI eleva al templo a la categoría de basílica menor, siendo el cuarto templo en Sevilla en recibir esta dignidad, tras la Basílica de la Macarena, la Basílica del Gran Poder y la Basílica de Santa María Auxiliadora. Por otra parte, destaca también por ser la única basílica del barrio de Triana.